# Grenada na Mistrzostwach Świata w Lekkoatletyce 2017
Grenada na Mistrzostwach Świata w Lekkoatletyce 2017 – reprezentacja Grenady podczas mistrzostw świata w Londynie liczyła 3 zawodników, którzy nie zdobyli żadnego medalu.

## Skład reprezentacji
Mężczyźni
| Zawodnik        | Konkurencja    | Kwalifikacje | Kwalifikacje | Finał | Finał   |
| Zawodnik        | Konkurencja    | Wynik        | Pozycja      | Wynik | Pozycja |
| --------------- | -------------- | ------------ | ------------ | ----- | ------- |
| Anderson Peters | rzut oszczepem | 78,99        | 20.          | NQ    | NQ      |

Dziesięciobój
| Zawodnik      | Konkurencja | 100 m | LJ   | SP    | HJ   | 400 m | 110H  | DT    | PV   | JT    | 1500 m  | Wynik | Pozycja |
| ------------- | ----------- | ----- | ---- | ----- | ---- | ----- | ----- | ----- | ---- | ----- | ------- | ----- | ------- |
| Kurt Felix    | Rezultat    | 11,08 | 7,46 | 15,01 | 2,08 | 49,09 | 14,68 | 45,39 | 4,50 | 64,64 | 4:36,62 | 8227  | 7.      |
| Kurt Felix    | Punkty      | 843   | 925  | 790   | 878  | 857   | 889   | 775   | 760  | 808   | 702     | 8227  | 7.      |
| Lindon Victor | Rezultat    | 10,83 | 6,98 | 15,86 | 1,99 | 49,30 | 15,36 | NM    | NM   | –     | –       | DNF   | DNF     |
| Lindon Victor | Punkty      | 899   | 809  | 843   | 794  | 847   | 807   | 0     | 0    | –     | –       | DNF   | DNF     |